# Nena (Zucchero Fornaciari)
Nena è il terzo ed ultimo singolo estratto dall'album La sesión cubana di Zucchero Fornaciari, pubblicato il 26 aprile 2013.

## Descrizione
Si tratta di una cover di un classico della tradizione latino-americana. Il brano originale fu, infatti, scritto da Abel Zarate, Arcelio Garcia e Pablo Tellez dei Malo e pubblicato nel 1972 all'interno dell’album d’esordio omonimo della band di San Francisco. Zucchero ha, inoltre, riscritto il testo in italiano per una seconda versione della canzone, per presentare il singolo in anteprima su Radio Italia.
La canzone ha aperto i concerti de La sesión cubana World Tour.

## Video musicale
Il videoclip è stato girato durante il concerto di Zucchero a L'Havana dell'8 dicembre 2012, data-0 de La sesión cubana World Tour, e lanciato in concomitanza dell'arrivo della tournée in Italia.

## Tracce
1. Nena – 4:40 (Abel Zarate, Arcelio Garcia, Pablo Tellez)

## Classifiche

### Classifiche settimanali
| Classifica (2013)         | Posizione massima |
| ------------------------- | ----------------- |
| Italia (airplay Italiana) | 14                |
| Europa                    | 106               |

### Classifiche di fine anno
| Classifica (2013)         | Posizione |
| ------------------------- | --------- |
| Italia (airplay)          | 85        |
| Italia (airplay Italiana) | 79        |